# Bungie Studios
Bungie Studios è un'azienda statunitense dedita allo sviluppo di videogiochi con sede nella città di Bellevue (Washington), fondata nel maggio del 1991 da Alex Seropian e Jason Jones, coinvolto a seguito della pubblicazione di Minotaur: The Labyrinths of Crete.
Con la sede centrale inizialmente localizzata a Chicago, la società si concentrò su dei giochi da riprodurre su Macintosh durante i suoi primi anni e diede vita a due saghe di videogiochi di successo intitolate Marathon e Myth. Uno studio formatosi da quello originale, la Bungie West, curò la produzione di Oni, pubblicato nel 2001 e di proprietà della Take Two Interactive, che all'epoca deteneva una quota di proprietà del 19,9%.
Microsoft acquisì Bungie nel 2000, con il risultato che uno dei progetti principali di cui si stava occupando l'azienda, Halo: Combat Evolved, venne convertito in un titolo di punta per la console che la società di proprietà di Bill Gates era in procinto di immettere sul mercato, ovvero la Xbox. Halo si rivelò una vera e propria "killer app" per Xbox, facendo registrare la vendita di milioni di copie e gettando le basi dei futuri successi commerciali conseguiti dalla serie di Halo. Il 5 ottobre 2007, la Bungie annunciò la sua separazione da Microsoft e che sarebbe divenuta una società privata indipendente con il nome di Bungie LLC. Da parte sua, Microsoft preservò comunque la proprietà intellettuale della saga di Halo. Bungie sottoscrisse un contratto editoriale decennale con Activision nell'aprile del 2010. Il lavoro iniziale riguardò lo sparatutto in prima persona del 2014, Destiny, seguito da Destiny 2 nel 2017. Nel gennaio 2019, Bungie annunciò che avrebbe posto fine a questa partnership senza però abbandonare la serie di Destiny. Nel gennaio del 2022, la Sony Interactive Entertainment acquisì l'azienda in esame come parte della loro catena di studi, malgrado la Bungie avrebbe goduto di una discreta indipendenza e della facoltà di rimanere attiva su più piattaforme.
Tra i progetti partoriti dalla Bungie si annovera Bungie.net, il sito web dell'azienda che include informazioni sulla società, dei forum, un monitoraggio delle statistiche e notizie su molti dei titoli prodotti. Bungie.net funge da piattaforma da cui l'azienda statunitense vende merce relativa ai franchise creati tramite il Bungie Store e gestisce altri progetti, tra cui Bungie Aerospace, un'organizzazione di beneficenza nota con il nome di Bungie Foundation, un podcast e delle pubblicazioni online relative alle produzioni realizzate.

## Storia

### Prodromi e fondazione (1990-1993)
All'inizio degli anni '90, Alex Seropian stava conseguendo una laurea in matematica presso l'Università di Chicago, poiché l'ateneo non offriva percorsi in ingegneria informatica. Poiché viveva nella casa dei genitori poco prima della laurea, la volontà di suo padre che si trovasse un lavoro convinse Seropian ad avviare invece la sua società di giochi.
All'età di ventuno anni, Seropian si era dilettato nella creazione di un clone di Pong, pensato e pubblicato quasi 20 anni dopo l'originale, chiamato Gnop! (cioè Pong scritto al contrario). Il gioco venne creato nel 1990, quasi un anno prima della incorporation ufficiale di Bungie, ma vide la luce con il nome di Bungie e fu considerato dall'azienda il primo prodotto da lei realizzato. Benché Seropian pubblicò Gnop! gratuitamente, egli vendette il codice sorgente del gioco per 15 dollari. Gnop! andò successivamente incluso in diverse compilation dei primi giochi Bungie, tra cui il Marathon Trilogy Box Set e Mac Action Sack.
Seropian fondò ufficialmente la Bungie Software Products Corporation nel maggio 1991 per pubblicare Operation: Desert Storm. L'uomo chiese dei prestiti a amici e familiari, assemblando le scatole del gioco e scrivendo lui stesso i dischi. Operation: Desert Storm vendette 2.500 copie e Seropian ipotizzò un altro lavoro da pubblicare.
Seropian conobbe il programmatore Jason Jones durante un corso relativo alle intelligenze artificiali svoltosi presso l'Università di Chicago. Jones era un programmatore di lunga data che aveva effettuato un porting di un gioco a cui aveva lavorato, chiamato Minotaur, da una piattaforma Apple II al Macintosh. Jones ricordò: «Non conoscevo davvero [Alex] in classe. Penso che mi ritenesse seriamente un idiota, in quanto avevo un computer stravagante». Seropian e Jones collaborarono per realizzare il videogioco di ruolo come Minotaur: The Labyrinths of Crete nel 1992; mentre Jones terminava la programmazione, Seropian si occupava del design e della pubblicità. Il gioco faceva affidamento su dei modem Internet all'epoca non comuni e connessioni AppleTalk per il gioco e riuscì a vendere un numero relativamente basso di copie, circa 2.500, ma sviluppò comunque su richiesta un seguito. Sia Seropian che Jones sono considerati i co-fondatori della Bungie.
Il team si concentrò sulla piattaforma Macintosh, non sui personal computer legati a Windows, perché il mercato dei Mac appariva più accessibile e Jones aveva estrema dimestichezza con il sistema operativo. Mentre Jones si preoccupava di molti degli aspetti creativi e tecnici, Seropian sopperiva agli aspetti commerciali e imprenditoriali. «Quello che mi piaceva [di Seropian]», ricordava Jones, «era il fatto che non avesse mai sprecato soldi». Privi dei fondi necessari ad assumere altro personale, i due assemblarono a mano le copie di Minotaur nell'appartamento di Seropian. Mentre la coppia rimase a corto di fondi, con la moglie di Seropian che gli stava fornendo una grossa percentuale del denaro necessario, il modesto successo ottenuto grazie a Minotaur conferì ai creatori abbastanza disponibilità economica da potersi dedicare a un altro progetto.
Ispirato allo sparatutto Wolfenstein 3D, Jones curò un motore di gioco 3D per Mac. Il prossimo prodotto della Bungie doveva essere un porting 3D di Minotaur, ma Jones e Seropian scoprirono che la prospettiva dall'alto verso il basso utilizzata nel gioco non si traduceva bene nella prospettiva 3D e i due non volevano fare affidamento sui modem. Al contrario, essi svilupparono una nuova trama per lo sparatutto in prima persona che diventò poi Pathways into Darkness, uscito nel 1993. Jones generò il codice, con il suo amico Colin Brent che creò la grafica del lavoro. Il gioco rappresentò un successo in termini di critica e vendite, vincendo premi tra cui "Gioco di avventura dell'anno" di Inside Mac Games e quello di Macworld come "Miglior gioco di ruolo".
Pathways superò le aspettative di vendita e divenne il primo successo commerciale della Bungie. Il luogo di lavoro si trasferì da un appartamento con una camera da letto a uno studio nel South Side di Chicago in via South Halsted. Il primo dipendente a tempo pieno di Seropian e Jones, Doug Zartman, si unì a loro nel maggio 1994 per fornire supporto per Pathways, ma divenne di fatto l'addetto alle pubbliche relazioni di Bungie, affinando il senso dell'umorismo e l'irriverenza spesso testimoniata del secondo anno di esistenza dell'azienda. Il compositore della Bungie Martin O'Donnell ricordò che l'ubicazione dello studio, un vecchio istituto femminile accanto a una drogheria, «puzzava come la casa di una confraternita dopo un weekend davvero lungo» e ricordò allo staff un locale dei videogiochi horror di Silent Hill.

### Marathon,MytheOni(1994-2001)
Il successivo progetto, partito come sequel di Pathways into Darkness, confluì in un futuristico sparatutto in prima persona chiamato Marathon. In esso si introduceva la meccanica del rocket jump e si trattò del primo sistema di controllo in cui i giocatori potevano impiegare il mouse per guardare in alto e in basso e per spostarsi da un lato all'altro. Pathways aveva insegnato all'azienda sviluppatrice l'importanza della presenza di una storia in un gioco, ragion per cui in Marathon si aggiunsero dei terminali che raccontavano la trama e aiutavano a terminare i livelli. Lo studio divenne quello che un dipendente aveva definito «la visione stereotipata che potresti avere di una piccola azienda di giochi per computer, dove si mangiano molte pizze e si beve tanta Coca Cola», con il team di sviluppo che lavorò 14 ore al giorno per quasi sei mesi.
Dopo aver fornito una dimostrazione del gioco al Macworld Expo, attorno alla Bungie si generò un enorme interesse e si susseguì una lunga serie di preordini. Il gioco venne terminato solo il 14 dicembre 1994; Jones e alcuni altri dipendenti trascorsero una giornata intera in un magazzino per far sì che alcune delle richieste di acquisto potessero essere soddisfatte prima di Natale. L'opera si rivelò un nuovo successo sia in termini di critica sia di vendite, con la critica postuma che l'ha considerata una pietra miliare relativamente sconosciuta della storia videoludica. Inoltre, il gioco rappresentò un'alternativa per Mac ai giochi DOS solo per PC come Doom e System Shock. Il volume degli ordini del gioco si rivelò senza precedenti per l'impresa, la quale scoprì che il suo vecchio metodo di posta o gli ordini telefonici non potevano soddisfare le richieste, motivo per cui ci si dovette rivolgere a un'altra società per gestire le decine di migliaia di richieste. Marathon attirò l'attenzione della stampa anche al di fuori del piccolo mercato dei giochi per Mac.
La fortuna ottenuta dal primo gioco spronò gli autori a realizzare un sequel, Marathon 2: Durandal. La serie introdusse diversi elementi, tra cui una modalità cooperativa, poi riproposta anche nei successivi videogame della Bungie. Il prodotto fu messo in commercio il 24 novembre 1995 e fece registrare l'acquisto di più copie rispetto al suo predecessore. Tuttavia, quando l'azienda annunciò l'intenzione di trasferire il gioco sul sistema operativo Windows 95, molti utenti Mac si sentirono «traditi», con il risultato che la Bungie ricevette una marea di messaggi negativi. Seropian intravide l'opportunità di accedere in nuovi mercati e collaborare con catene di approvvigionamento più grandi, anche se si lamentò dei termini contrattuali vessatori e dei «pessimi» contratti forniti dai distributori. Il gioco uscì su Windows 95 nel settembre del 1996, mentre Marathon Infinity nel 1997.
Dopo Marathon, la Bungie si allontanò dagli sparatutto in prima persona e optò per un gioco di strategia, Myth: The Fallen Lords. Nel gioco si preferiva la gestione delle unità tattiche rispetto alla tradizionale raccolta di risorse tipica di altri titoli di strategia. La saga di Myth conseguì numerosi premi e diede vita a una comunità online ampia e attiva. Myth: The Fallen Lords risultò il primo prodotto della Bungie ad essere uscito in contemporanea per piattaforme Mac e Windows.
Nel 1997, i risultati raggiunti da Myth consentirono alla Bungie di spostare dagli uffici di Chicago una neonata succursale, la Bungie West, con sede a San Jose, in California. La prima e unica opera curata dalla Bungie West fu Oni, un titolo d'azione per Mac, PC e PlayStation 2.

### Haloe acquisizione della Microsoft (2001-2007)
Nel 1999, la Bungie annunciò il successivo lavoro che avrebbe prodotto, Halo: Combat Evolved, in origine concepito come sparatutto in terza persona per Windows e Macintosh. La presentazione pubblica di Halo ebbe luogo durante il tradizionale discorso di Macworld Expo del 1999 dall'allora CEO ad interim di Apple Steve Jobs (dopo una proiezione a porte chiuse all'E3 nel 1999).
Il 19 giugno 2000, nel nono anniversario della fondazione di Bungie, la Microsoft annunciò di aver acquisito la Bungie e che questa sarebbe diventata parte della Microsoft Game Division. Halo sarebbe uscito come titolo sparatutto in prima persona realizzato esclusivamente sulla console Xbox. I motivi per cui la Bungie accettò l'offerta della Microsoft furono vari: Jones dichiarò che «non ricordo esattamente i dettagli, tutta la situazione appariva abbastanza confusa. Abbiamo parlato con varie persone per anni e anni, prima ancora di pubblicare Marathon, con la Activision che ci presentò una valida proposta. Tuttavia, la possibilità di lavorare su Xbox, di operare con un'azienda che prendeva sul serio i giochi si rivelò una svolta inattesa. Prima di allora, temevamo che saremmo stati acquistati da qualcuno che voleva solo port per Mac o che non perseguiva progetti di un certo livello». Martin O'Donnell, che era entrato in Bungie come dipendente dieci giorni prima dell'annuncio della fusione, ricordava che la stabilità di Xbox come piattaforma di sviluppo non si rivelò l'unico vantaggio. Poco prima dell'annuncio di Myth II, si scoprì che le versioni del gioco potevano comportare la cancellazione del disco rigido degli utenti; il problema tecnico comportò disdette di massa dei videogame subito prima della spedizione, evento che costò a Bungie quasi un milione di dollari. O'Donnell dichiarò in un podcast della Bungie che questo richiamo creò una grave incertezza finanziaria, malgrado egli non si dimostrava a favore dell'accettazione dell'offerta di acquisizione. Seropian e Jones si rifiutarono di accettare la proposta di Microsoft fino a quando l'intero studio non avesse acconsentito all'acquisizione.
Quando si raggiunse il consenso e si diede il placet all'operazione, i diritti relativi a Myth e Oni passarono in capo alla Take Two Interactive (che all'epoca possedeva il 19,9% dello studio) come parte dell'accordo triplice stipulato anche con la Microsoft; la maggioranza degli sviluppatori originali di Oni si rivelò in grado di continuare a lavorare su Oni fino al suo annuncio nel 2001. Halo: Combat Evolved, nel frattempo, riscosse plausi pressoché unanimi da parte dalla critica, facendo registrare oltre 6,5 milioni di copie e diventando un titolo di punta per la Xbox.
Il successo conseguito da Halo spinse la Bungie a curare due capitoli successivi. Halo 2 uscì il 9 novembre 2004, ottenendo più di 125 milioni di dollari il giorno del lancio e stabilendo un record nel settore dell'intrattenimento. Halo 3 sbarcò nei negozi il 25 settembre 2007 e superò i risultati raggiunti da Halo 2, fruttando 170 milioni di dollari nelle prime ventiquattro ore.

### Azienda indipendente (2007-2022)
Il 1º ottobre 2007, Microsoft e Bungie annunciarono che la seconda si sarebbe separata dalla società madre e sarebbe diventata una società a responsabilità limitata privata, la Bungie LLC. Come indicato in un accordo tra le due aziende, la Microsoft avrebbe preservato una quota di minoranza e avrebbe continuato a collaborare con la Bungie per la pubblicazione e il marketing di ogni nuovo Halo e di tutti i progetti futuri, con la proprietà intellettuale della serie fantascientifica che sarebbe rimasta in capo alla Microsoft.
Mentre Bungie prevedeva di rivelare al pubblico un nuovo gioco all'E3 del 2008, il capo dello studio Harold Ryan comunicò pubblicamente che la presentazione sarebbe stata annullata. Quasi tre mesi dopo, Bungie annunciò che il nuovo gioco era un prequel e un'espansione di Halo 3 intitolato Halo 3: Recon. Il mese successivo, lo studio scelse di mutare il titolo del gioco da Halo 3: Recon a Halo 3: ODST. All'E3 del 2009, Bungie e Microsoft rivelarono che la società stava sviluppando un altro gioco correlato ad Halo, Halo: Reach, in uscita nel 2010. Reach risultò l'ultimo capitolo della serie di Halo curato dall'azienda nata a Chicago.
Nel frattempo, Bungie continuò a seguire il suo progetto di espansione, anche se non si sbottonò sui dettagli relativi a nuovi progetti e date di spedizione. L'impresa crebbe dai circa 120 dipendenti nel maggio del 2008 ai 165 nel giugno 2009, superando lo studio di sviluppatori attivo in Microsoft. Ryan aiutò a riprogettare un ex cinema multisala a Bellevue nei nuovi uffici di Bungie, ampi 7.400 m² anziché 3.800 come nell'edificio appena lasciato.
Nell'aprile del 2010, Bungie comunicò che stava stipulando un accordo di pubblicazione di 10 anni con l'editore Activision Blizzard. In base al contratto stipulato con Activision, la proprietà intellettuale delle opere sviluppate da Bungie sarebbe rimasta in capo a quest'ultima e non all'altra azienda.
Il 30 giugno 2011, l'azienda annunciò il progetto "Bungie Aerospace"; lo slogan adottato recitava "Per audacia ad astra". Il progetto aveva lo scopo di fornire agli sviluppatori di giochi indipendenti pubblicazioni, risorse e supporto, incluso l'accesso alla piattaforma Bungie.net. Nel novembre 2011, Bungie Aerospace pubblicò il suo primo gioco, Crimson: Steam Pirates, per iOS, sviluppato dalla giovane startup sviluppatrice di videogiochi Harebrained Schemes. Oltre a pubblicare e distribuire Crimson, la Bungie Aerospace forniva ai giocatori supporto statistico e dei forum di discussione pubblici su Bungie.net.
Nel 2013, Bungie annunciò Destiny, edito per PlayStation 3, PlayStation 4, Xbox 360 e Xbox One il 9 settembre 2014. Nel gennaio 2016, Ryan si dimise dalla carica di presidente e Pete Parsons, prima direttore operativo e produttore esecutivo dell'azienda dal 2002, subentrò nel ruolo di amministratore delegato.
Il colosso di videogiochi cinese NetEase investì 100 milioni di dollari in Bungie nel corso del 2018, in cambio di una quota di minoranza nella società e di un seggio nel consiglio di amministrazione del gruppo.
Bungie concluse il suo contratto editoriale con Activision nel 2019, dopo otto anni; ai sensi dell'accordo, Bungie preservava ogni diritto su Destiny e avrebbe pubblicato autonomamente espansioni e capitoli futuri. A tale ultima categoria non sfuggiva la transizione di Destiny 2 dall'utilizzo di Battle.net di Activision alla piattaforma Steam. Il direttore delle comunicazioni di Bungie, David Dague, sfatò il mito secondo cui Activision fosse un «padrone proibitivo» che limitava la creatività della Bungie, affermando che entrambe le società intrattennero delle discussioni in maniera costruttiva su come il destino della saga di Destiny avrebbe potuto evolversi.
Nel febbraio 2021, fu annunciata un'importante espansione dell'azienda, la quale più che raddoppiò lo spazio della sua sede centrale a Bellevue e comunicò l'intenzione di aprire un nuovo studio ad Amsterdam entro il 2022. Tale evento, stando alle dichiarazioni dei vertici, avrebbe consentito non solo di disporre di personale aggiuntivo per Destiny, ma anche di supporto aggiuntivo relativo al franchise al di fuori dei videogiochi, nonché di lanciare un nuovo titolo sul mercato non correlato a Destiny prima del 2025.

### Acquisizione da parte di Sony Interactive Entertainment (2022)
Il 31 gennaio 2022, con un annuncio a sorpresa, Sony Interactive Entertainment acquisì Bungie per 3,6 miliardi di dollari. Anche se l'azienda è confluita nella famiglia degli studi PlayStation, essa opera quale sussidiaria indipendente nello sviluppo e nella pubblicazione, godendo dunque di una discreta autonomia. Inoltre, l'accordo in vigore prevede che Sony debba assistere Bungie nell'assunzione di sviluppatori per espandere i lavori in corso sulla saga di Destiny e su altri lavori in cantiere. Entrambe le società hanno affermato che l'accordo non influenza la disponibilità o l'esclusività della piattaforma per Destiny 2, essendo invece finalizzato, come ha sostenuto l'amministratore delegato Pete Parsons, a patrocinare gli sforzi di Bungie per diventare una «società di intrattenimento multimediale globale». In cambio, la compagnia di Bellevue dovrebbe fornire aiuto nel realizzare la visione proposta del presidente e CEO di Sony Interactive Entertainment di «espandere PlayStation a centinaia di milioni di giocatori», al fine di tenere fede all'annuncio di produrre almeno dieci titoli entro il 2026 durante una presentazione agli investitori avvenuta in seguito all'annuncio dell'acquisizione di Bungie. Dei 3,6 miliardi di dollari, Sony prevede che almeno 1,2 miliardi di dollari vengano impiegati come incentivi per continuare a usufruire delle prestazioni lavorative degli attuali dipendenti di Bungie.

## Bungie.net
Bungie.net funge da portale principale per l'interazione tra il personale dell'azienda e la community appassionata dei prodotti dell'azienda di Bellevue. Quando Microsoft acquisì Bungie, il sito, ridisegnato più volte, finì per gareggiare con Xbox.com in termini di visite, ma alla fine prevalse l'indirizzo di chi voleva che il portale si preoccupasse esclusivamente della gestione della community fan di Halo e dei lavori precedenti.
Durante il periodo in cui Bungie supervisionò la saga di Halo, il sito forniva le statistiche aggiornate in tempo reale di ogni gioco riprodotto dall'utente. Il 31 gennaio 2012 Bungie annunciò che, a partire dal 31 marzo dello stesso anno, il sito dell'azienda non avrebbe fornito più aggiornamenti sulle statistiche di gioco di Halo e la carriera dei giocatori di Halo, non avrebbe più segnalato l'approdo di nuovi contenuti della saga realizzati dagli utenti e non avrebbe più consentito di accedere a Halo tramite servizio "Bungie Pro". La cessazione di queste opzioni prima garantite da parte dell'impresa di Bellevue completò il processo di transizione di tutti i dati per i giochi Halo gestiti successivamente dalla 343 Industries. Bungie.net registra attualmente le statistiche dei giocatori per i capitoli di Destiny. Oltre alla raccolta di dati e alla gestione degli account degli utenti della serie appena menzionata, il sito web funge da mezzo di comunicazione tra la Bungie e la community.
Malgrado l'impresa diede a lungo l'opportunità ai fan di aggregarsi virtualmente e discutere dei giochi, oltre a prendere visione di nuove informazioni e screenshot su Bungie.net, storicamente ha compiuto meno sforzi e ha avuto meno successo nel consentire a chi usufruiva del servizio di ottenere un impiego nell'azienda. Al fine di avvicinarsi maggiormente ai fan, la Bungie scritturò delle personalità riconosciute e rispettate dalla comunità dei fan, inclusi scrittori quali Luke Smith, Eric Osborne e altri per curare alcuni prodotti editi dalla società.
Bungie vanta inoltre un'applicazione iOS e Google Play che consente di fornire notizie, gestire l'inventario e avviare delle ricerche di gruppo su Destiny.

## Ambiente di lavoro

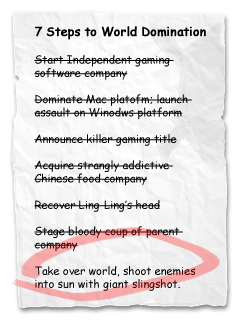
Le "Sette Tappe per La Conquista del Mondo" (Seven Steps for World Domination), un esempio della cultura di lavoro in Bungie

Martin O'Donnell descrisse il modo in cui operava internamente l'azienda come «velatamente irriverente, e non formale, burocratico o proprio del mondo imprenditoriale»; l'artista Shi Kai Wang fece notare che, quando entrò nella sede di Bungie per un'intervista, «mi sono reso conto che ero io quello vestito in modo eccessivamente elegante, cosa che mi ha fatto pensare che questo era il posto in cui volevo lavorare». Lo specialista della gestione dei contenuti di Bungie e host del podcast, Frank O'Connor, ricordò con un sorriso che, durante una conferenza organizzata da GameStop, al gruppo di lavoro di Bungie fu ricordato di vestirsi in stile business casual, indicazione a cui O'Connor replicò: «Noi [della Bungie] non ci vestiamo in business casual».
Lo stile informale e creativo dell'azienda si rivelò una delle ragioni per cui Microsoft si interessò ad acquisire Bungie, sebbene il game designer Jordan Weisman affermò che i nuovi proprietari erano arrivati sul punto di cancellare quelle consuetudini a Bellevue, come accaduto con la FASA Studio, scioltasi nel 2002. Il capo dello studio Harold Ryan sottolineò come, anche quando la Bungie appariva sottoposta alla Microsoft, il team risultava ancora autonomo:
Nel 2007, a seguito di varie vicissitudini, la Microsoft trasferì lo studio a Kirkland, nel Washington, dove reincorporò il gruppo divenuto noto come Bungie, Inc. Nonostante lo spostamento, l'analista finanziario Roger Ehrenberg dichiarò il matrimonio Bungie-Microsoft «destinato a fallire» a causa di questa differenza di vedute basilare. La Bungie affermò pure di essere stanca della necessità di concentrare i propri sforzi esclusivamente sull'universo di Halo anziché potersi dedicare ad altri progetti. In un articolo della rivista del 2007, Edge descriveva così il tipico impiegato Bungie: «Allo stesso tempo irriverente e orgogliosamente leale; ferocemente autocritico; pieno di entusiasmo per i risultati dell'azienda, non importa quanto discutibili; [e] reclutato dalla sua devota cerchia di fan».
Il posto di lavoro di Bungie si basa dunque su uno stile eccentrico e non convenzionale, quasi «universitario», con nuovi e vecchi dipendenti aperti a confrontarsi sui più svariati argomenti, inclusi gli aspetti fondamentali di un gioco. Allo staff è concesso criticare liberamente le proprie opere e quelle altrui. Al fine di promuovere la cooperazione e la concorrenza in studio, nell'azienda hanno luogo eventi come il "Bungie Pentathlon", durante il quale il personale si confronta in partite a squadre disputate su Halo, Pictionary, Dance Dance Revolution e Rock Band. La Bungie ha anche affrontato delle squadre professionistiche eSports e altri studi di gioco su Halo durante i cosiddetti mercoledì "Humpdays", con i risultati delle partite multiplayer poi pubblicati su Bungie.net.
Lo staff e i fan di Bungie, conosciuti come la "Settima Colonna", hanno partecipato nel corso dei decenni a diverse campagne di beneficenza e altre cause di rilevanza sociale. A seguito degli eventi causati dall'uragano Katrina, l'azienda figurava tra le numerose società di videogiochi ad annunciare la sua intenzione di aiutare le persone colpite dal flagello, scegliendo di donare il ricavato di magliette appositamente messe in commercio per l'occasione alla Croce Rossa Americana; dopo il terremoto di Haiti del 2010, Bungie vendette delle magliette con su scritto "Be a Hero" ed effettuò delle donazioni di denaro alla Croce Rossa per ogni giocatore di Halo 3 o ODST su Xbox Live che avesse indossato uno speciale emblema a forma di cuore. Tra le altre opere di beneficenza svolte dalla Bungie rientrava la vendita all'asta di un ritratto di "Mister Chief" realizzato da O'Connor, un distributore automatico di Halo 2 attivo negli uffici della Bungie, e collaborando a delle aste pubbliche con Child's Play e Game2Give, due organizzazioni no profit. Nel 2011, la Bungie diede vita a un'organizzazione non a scopo di lucro denominata Bungie Foundation.
Nel dicembre 2021, la rivista IGN fornì, sulla base delle interviste intrattenute con 26 dipendenti, un dettagliato resoconto su numerosi aspetti su cui si riteneva che la compagnia avesse dovuto assolutamente migliorare. Nello specifico, si parlava di un ambiente di lavoro in cui, dal 2011 circa, emergevano casi di sessismo, di alleanza e fratellanza maschile ostile alle dipendenti, casi di protezione degli abusatori che venivano segnalati alle risorse umane e un pesante crunch, ossia il rimanere al lavoro per ore extra in vista di una consegna, anziché assumere nuovi lavoratori. Intervenuto sulla questione, il massimo dirigente Parsons si scusò pubblicamente tramite una lettera ufficiale, rimarcando l'impegno di Bungie a migliorare la situazione corrente sui posto di lavoro, che si era allineata alle dichiarazioni dei dipendenti più recenti che avevano parlato con IGN. Inoltre, ribadiva che negli scorsi anni egli aveva provveduto a rimuovere alcuni degli abusatori accusati da altri dipendenti, a prescindere «dall'esperienza maturata qui o dalle relazioni interpersonali». Infine, si scusava con qualsiasi dipendente che avesse «mai sperimentato qualcosa di non conforme a un ambiente di lavoro sicuro, equo e professionale nella Bungie».

## Giochi sviluppati
| Anno | Titolo                            | piattaforma                                                                        |
| ---- | --------------------------------- | ---------------------------------------------------------------------------------- |
| 1990 | Gnop!                             | Classic Mac OS                                                                     |
| 1991 | Operation: Desert Storm           | Classic Mac OS                                                                     |
| 1992 | Minotaur: The Labyrinths of Crete | Classic Mac OS                                                                     |
| 1993 | Pathways into Darkness            | Classic Mac OS                                                                     |
| 1994 | Marathon                          | Apple Pippin (come Super Marathon), Classic Mac OS                                 |
| 1995 | Marathon 2: Durandal              | Apple Pippin (come Super Marathon), Classic Mac OS, Microsoft Windows, Xbox 360    |
| 1996 | Marathon Infinity                 | Classic Mac OS                                                                     |
| 1997 | Myth: The Fallen Lords            | Classic Mac OS, Microsoft Windows                                                  |
| 1998 | Myth II: Soulblighter             | Mac OS classico, Microsoft Windows, Linux                                          |
| 2001 | Oni                               | Mac OS classico, macOS, Microsoft Windows, PlayStation 2                           |
| 2001 | Halo: Combat Evolved              | macOS, Microsoft Windows, Xbox                                                     |
| 2004 | Halo 2                            | Microsoft Windows, Xbox                                                            |
| 2007 | Halo 3                            | Xbox 360                                                                           |
| 2009 | Halo 3: ODST                      | Xbox 360                                                                           |
| 2010 | Halo: Reach                       | Xbox 360                                                                           |
| 2014 | Destiny                           | PlayStation 3, PlayStation 4, Xbox 360, Xbox One                                   |
| 2017 | Destiny 2                         | Microsoft Windows, PlayStation 4, PlayStation 5, Xbox One, Xbox Series X/S, Stadia |
| 2025 | MAꓤATHON                          | Microsoft Windows, PlayStation 5, Xbox Series X/S                                  |

## Società affini
Molti dei dipendenti della Bungie hanno lasciato l'azienda per fondare dei propri studi. Double Aught fu una società di breve durata composta da diversi ex membri del team di Bungie, nata su spinta di Greg Kirkpatrick. Seropian abbandonò la società per formare la Wideload Games, responsabile dello sviluppo di Stubbs the Zombie in Rebel Without a Pulse, e successivamente co-fondatore di Industrial Toys, approdata sul mercato videoludico nel 2012. Tra le altre società si annoverano Giant Bite, fondata da Hamilton Chu (produttore di Halo e Oni) e Michael Evans (a capo del progetto di Oni), e Certain Affinity, creata da Max Hoberman (il responsabile del design multiplayer di Halo 2 e Halo 3). Il team di alcuni membri di quest'ultima compagnia includeva vecchi dipendenti di Bungie David Bowman e Chad Armstrong (che in seguito tornò nell'azienda madre). Lo studio collaborò con Bungie per realizzare le ultime due mappe scaricabili per Halo 2 e una mappa scaricabile del Pacchetto mappe Defiant di Halo: Reach. La 343 Industries, un gruppo allestito dalla Microsoft per gestire la serie di Halo dopo il lancio di Halo: Reach, include tuttora alcuni ex dipendenti di Bungie, tra cui Frank O'Connor. Nel 2015, un dipendente di lunga data dell'azienda di Bellevue, il compositore Martin O'Donnell, decise di istituire un nuovo gruppo noto come Highwire Games. Nel 2016, l'ex CEO di Bungie e capo dello studio Harold Ryan inaugurò una nuova impresa nel settore videoludico con il nome di ProbablyMonsters.